# تلمبه جوکار
تلمبه جوکار یک منطقهٔ مسکونی در ایران است که در دهستان بنارویه واقع شده‌است.